# Gail Patrick
Gail Patrick, född 20 juni 1911 i Birmingham, Alabama, död 6 juli 1980 i Los Angeles, var en amerikansk skådespelare. Hon medverkade under 1930- och 1940-talen i över 60 filmer innan hon 1948 lade filmkarriären på hyllan. Senare blev hon exekutiv producent för TV-serien Perry Mason.

## Filmografi
- 1936 – Godfrey ordnar allt
- 1937 – Förbjuden ingång
- 1940 – Min favorithustru
- 1941 – Kärlekstokig
- 1942 – Manhattan
- 1944 – Svartsjuka fruar
- 1945 – En stackars miljonär